# Sedirea
Sedirea é um género botânico pertencente à família das orquídeas (Orchidaceæ).

## Etimologia
O nome deste gênero é um anagrama do nome do gênero Aerides, ou seja, trata-se do mesmo nome grafado ao contrário. O anagrama refere-se ao seu modo de vida epífita e ao gênero do qual foi desmembrada.

## Descrição
Este gênero possui uma única espécie, Sedirea iaponica, que já pertenceu ao gênero Aerides. Trata-se de planta epífita, natural do Japão e da Coreia, onde ocorre em baixas altitudes.